# Elachiptera insignis
Elachiptera insignis är en tvåvingeart som först beskrevs av Thomson 1869.  Elachiptera insignis ingår i släktet Elachiptera och familjen fritflugor. Inga underarter finns listade i Catalogue of Life.